# Fólió

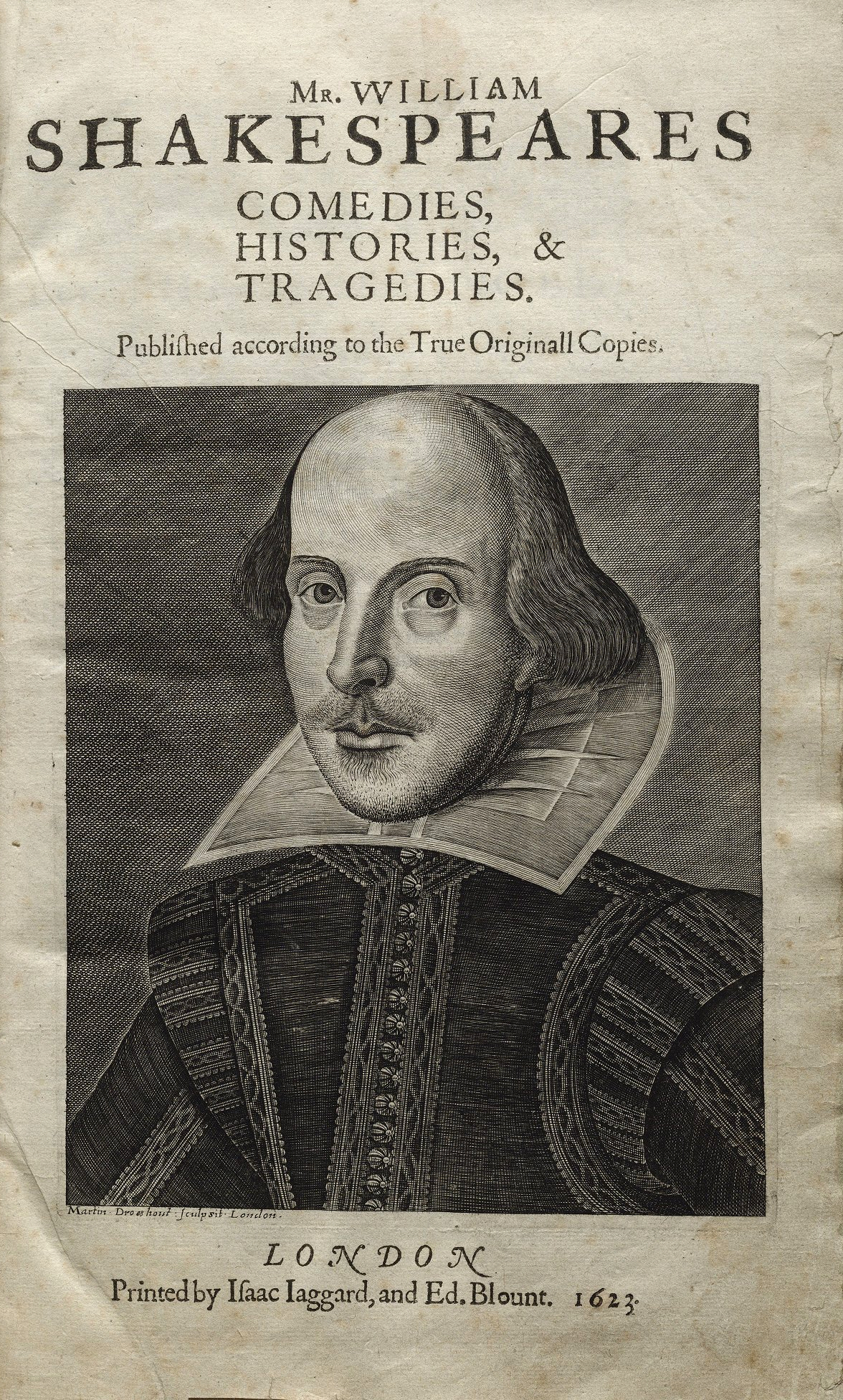
Első fólió néven hivatkoznak William Shakespeare darabjainak első gyűjteményére (London, 1623)

A fólió (latinos helyesírással: folio) latin eredetű szó, a magyar szakirodalomban ívrétnek is nevezik. Rövidítése: f, több folio esetén: ff.
Ez a legnagyobb könyvforma, amely az ívek egyszeri összehajtásából (tehát kétrét hajtott) származik, így a fólió egy lapnyi íróanyag-mennyiséget jelent. A fólió méret azonban nem utal a könyv centiméterekben kifejezett nagyságára, hiszen a kézzel merített papírív nagysága és alakja nem volt egységes. Az elülső oldal neve recto (rektó; rövidítése: r), a hátulsó verso (verzó; rövidítése: v vagy b). A fólió a bifolium (kettős fólió) fele. A könyvnyomtatás feltalálásakor főleg ilyen formátumban készítették a könyveket. Ezeket foliánsoknak hívták, bibliográfiai jelölésük: 2°.
A könyvnyomtatás gyermekkorában a kódexhagyomány folytatásaképpen az egyes oldalakat nem számozták, hanem csak a fóliókat, a lapokat.
Manapság a fólió és kvartó (quarto, negyedrét) megnevezés – helytelenül – nagy könyvméretet is jelölhet, például az albumokra használják előszeretettel.
Első fólió néven hivatkoznak William Shakespeare darabjainak első gyűjteményére.

## Lásd még
- Paleográfia